# Хиэй (1912)
«Хиэй» — линейный крейсер японского императорского флота типа «Конго» (Всего построено 4 единицы — «Конго» (Kongo), «Хиэй» (Hiei), «Кирисима» (Kirishima), «Харуна» (Haruna)).

## История создания

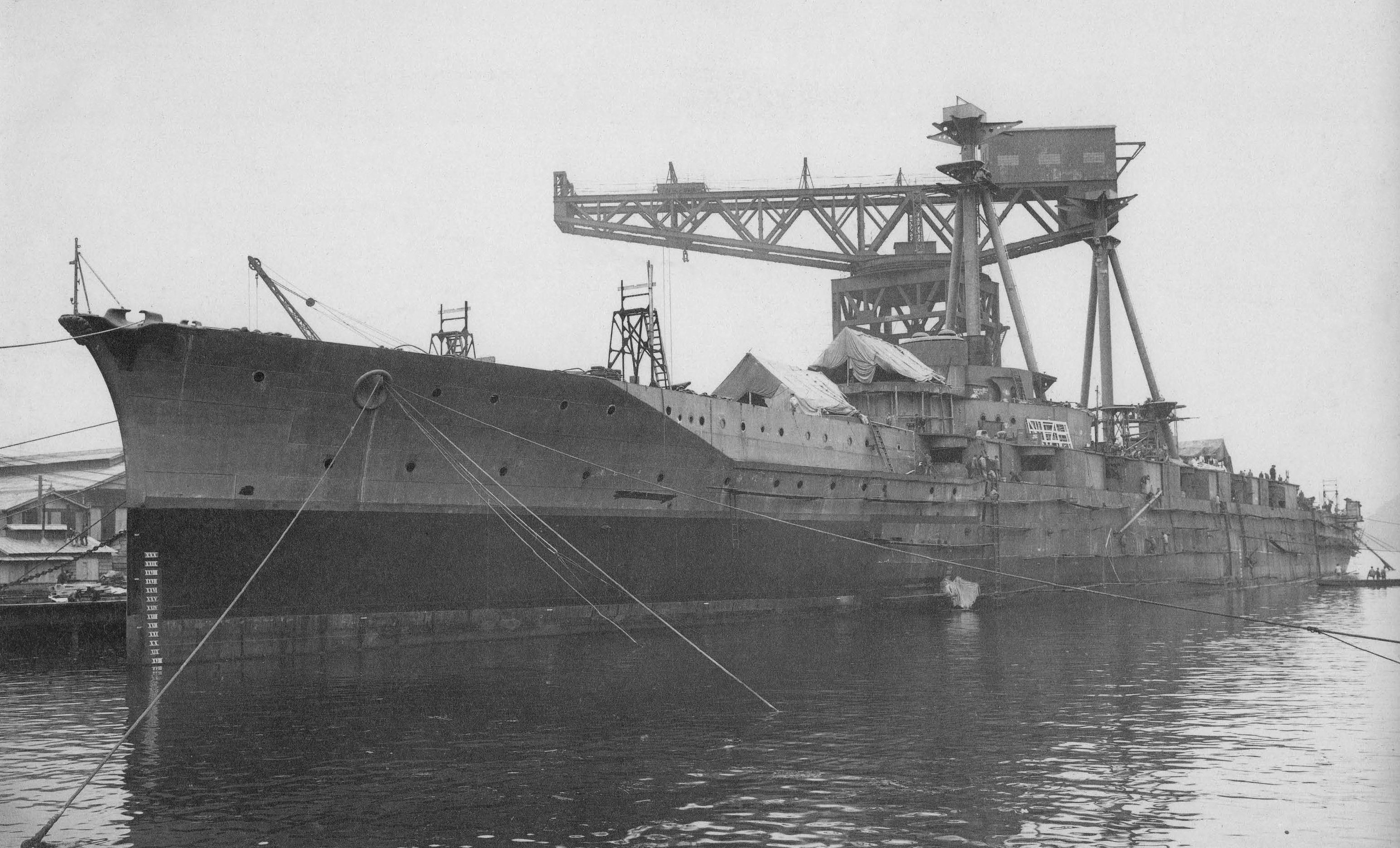
«Хиэй», находящийся на этапе постройки, 1913 год

«Хиэй» (назван в честь священной горы Хиэй рядом с Киото) был заложен 4 ноября 1911 года, спущен 21 ноября 1912 года, вошёл в строй в августе 1914 года.
Корабль был заложен на стапеле в Йокосуке. Он строился по английским чертежам, как и первый корабль серии «Конго», но японскими инженерами.

## Военная служба

### 1914—1929: Линейный крейсер

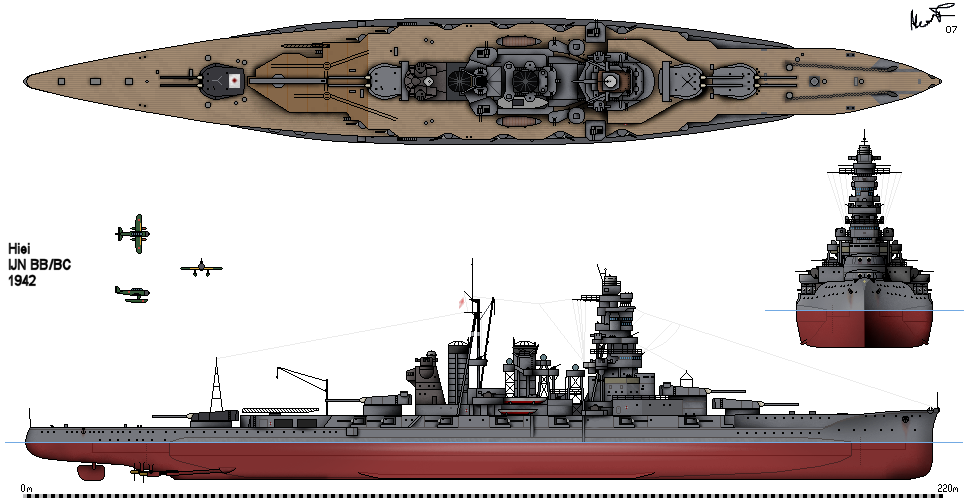
Линейный крейсер «Хиэй», 1942 г.

4 августа 1914 года «Хиэй» был принят на вооружение и вошел в строй 3-й дивизии линкоров 1-го флота.
23 августа 1914 Япония объявила войну Германии, после чего захватила бывшие немецкие колонии в Палау и на Каролинских, Маршалловых и Марианских островах. В октябре 1914 года «Хиэй» вместе с «Конго» покинули Сасебо для поддержки осады Циндао Императорской армией, но были отозваны назад 17 октября. 3 октября 1915 года оба корабля участвовали в учебных стрельбах по броненосцу «Ики».
В 1916 году «Хиэй» участвовал в патрулировании китайского побережья совместно с другими недавно построенными кораблями своей серии «Кирисима» и «Харуна». С 1917 года и до окончания Первой мировой войны большее время «Хиэй» находился в порту Сасебо, иногда отправляясь на патрулирование китайского и корейского побережья. За всю войну в боевых действиях «Хиэй» так и не принял участия.
По результатам Первой мировой войны Японская империя согласно Версальскому договору получила контроль над всеми заморскими владениями Германии в Тихом океане. Благодаря дружественным отношениям Японии с Британской империей и США активность Императорского флота была практически минимальной. Кроме патрулирования китайских берегов в марте 1919 года «Хиэй» практически не покидал порта приписки и 13 октября 1920 года был переведен в резерв.
Экипаж «Хиэй» принимал участие в ликвидации последствий Великого землетрясения Канто в сентябре 1923 года. 1 декабря 1923 года корабль прошел модернизацию, в ходе которой был увеличен подъем пушек главного калибра с 20 до 33 градусов.
По условиям Вашингтонского морского соглашения 1922 года Императорский флот должен был быть подвергнут сокращению для соблюдения пропорций флотов мировых держав. Соглашение также запрещало строить Японии капитальные корабли до 1931 года, при этом они не должны были превышать водоизмещение в 35 тысяч тонн. Существующие линкоры, при условии, что они не превышали этот лимит более чем на 3 тысячи тонн, дозволялись улучшать путем оснащения торпедными аппаратами и дополнительным бронированием палуб. Вашингтонское соглашение было полностью выполнено Японией, и только три класса кораблей довоенной постройки — «Фусо», «Исэ» и «Конго» — остались в строю.
С июля 1927 года на «Хиэй» проходил службу крон-принц Такамацу (младший брат императора Хирохито). В октябре-ноябре 1927 года корабль прошел небольшую модернизацию, после которой мог нести два гидроплана Yokosuka E1Y. 29 марта 1928 года «Хиэй» покинул Сасебо для патрулирования архипелага Чжоушань. Посетив Порт-Артур в апреле 1928 года, корабль вернулся в октябре 1929 года для подготовки к демилитаризации и реконструкции.

### 1929—1937: Тренировочное судно

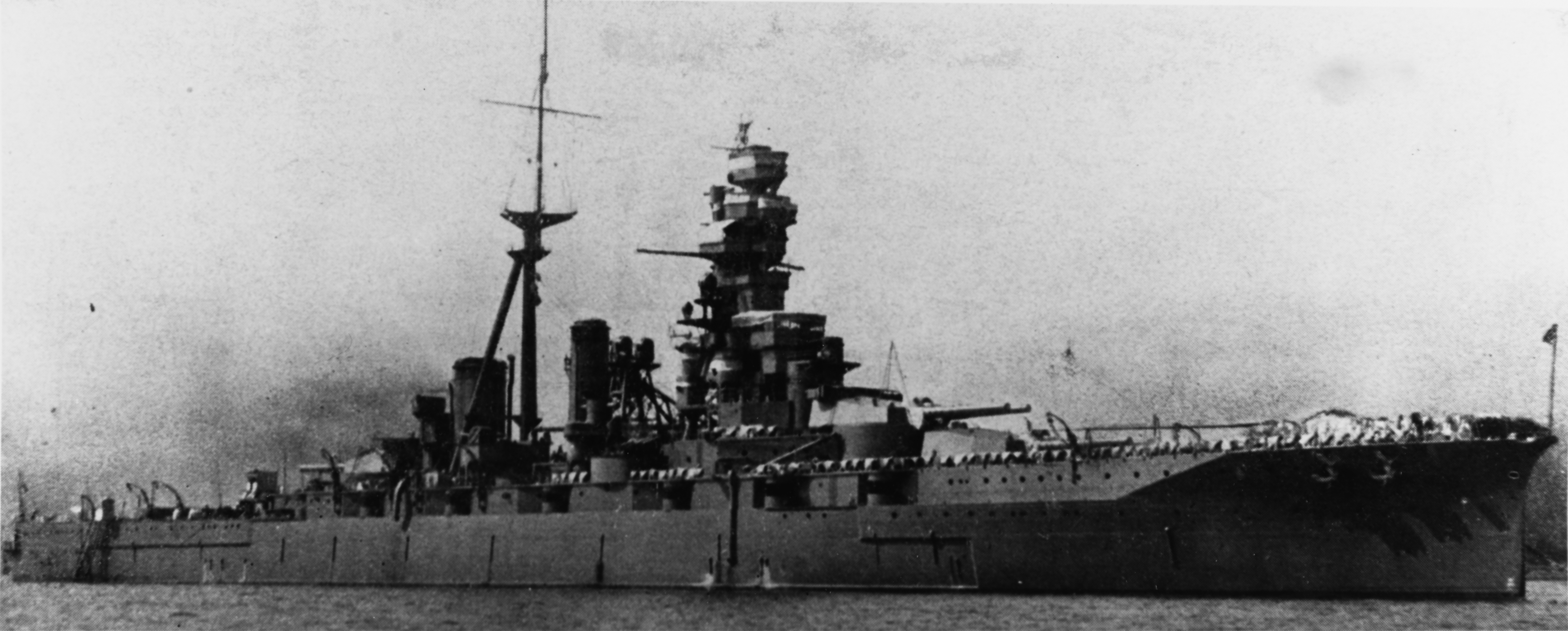
«Хиэй» в 1933 году, после конверсии

Соблюдая требования Вашингтонского договора и не желая отдавать «Хиэй» на слом, командование Императорского флота приняло решение переделать корабль в небоевое тренировочное судно. 15 октября 1929 года «Хиэй» встал в сухой док морского арсенала Куре. С корабля было снято все вооружение, включая торпедные аппараты и броневой пояс, а также часть силовой установки, из-за чего максимальная скорость корабля снизилась до 18 узлов (33 км/ч).
«Хиэй» был переквалифицирован резервное судно в 1929 году. 24 апреля 1930 года реконструкция была приостановлена из-за процедуры подписания Лондонского морского договора, имевшего еще большие ограничения для морских супердержав. Работы были продолжены в июле 1931 года.
В сентябре 1931 года Японская империя вторглась в Маньчжурию. Это вызвало острое неприятие в Лиге Наций, потребовавшей прекратить интервенцию. Тем же днем Япония объявила о выходе из Лиги, что послужило толчком к денонсации и других международных договоров, включая Вашингтонский и Лондонский договоры. Императорский флот был больше не стеснен никакими ограничениями в содержании и строительстве капитальных кораблей. За лето 1933 года «Хиэй» прошел модернизацию, в ходе были заменены пушки главного калибра.

### 1937—1941: Реконструкция и участие в военных действиях

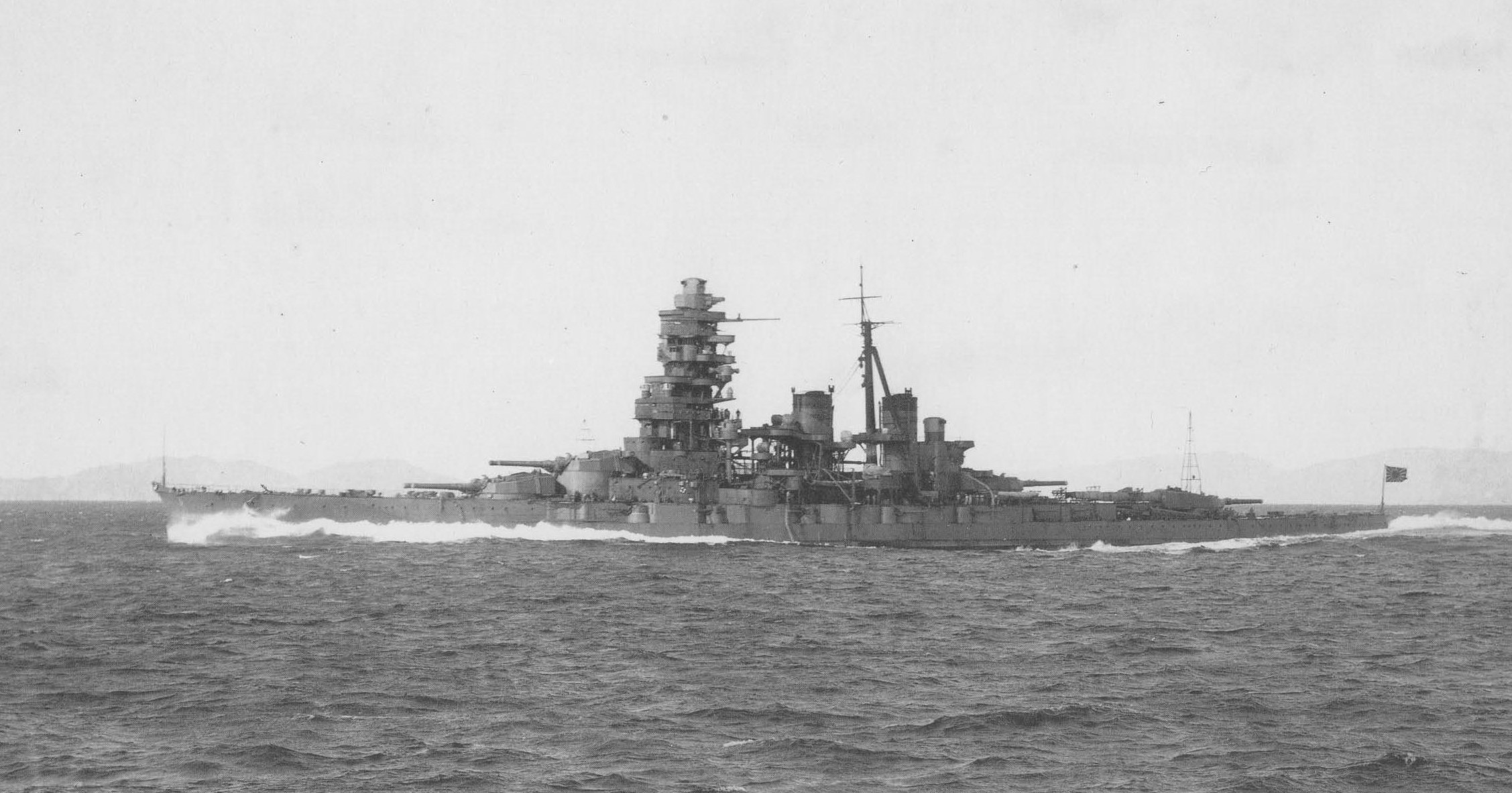
«Хиэй» на ходовых испытаниях после второй реконструкции, декабрь 1939 года

После денонсации морских договоров Императорский флот приступил к реконструкции всех кораблей класса «Конго», включая «Хиэй», который получил новые турбины и восемь котлов, работающих на мазуте. Для увеличения скорости длина кормы была удлинена на 7,9 м. Кормовая 14-дюймовая башня была переоборудована и установлены системы управления огнем для всех четырех главных башен. Был увеличен угол возвышения основных и вспомогательных орудий, корабль был оснащен двумя гидросамолетами-разведчиками Nakajima E8N и Kawanishi E7K, для которых в кормовой части башни № 3 были установлены катапульты и пусковые установки. Были установлены сдвоенные установки для 25-мм автоматических пушек Tип 96. Надстройка была перестроена в виде башни-мачты, которая будет также использоваться на линкорах класса «Ямато», находившихся тогда еще на стадии проектирования.
Броня также была значительно улучшена. Броневой пояс был заново отстроен и усилен до одинаковой толщины 8 дюймов (в отличие от различной толщины 6-8 дюймов до модернизации). Броня башни была усилена до 254 мм, а к частям палубной брони добавлено 102 мм. Реконструкция была объявлена завершенной 31 января 1940 года.
Хотя «Хиэй» все еще менее бронирован, чем другие японские линкоры, он был значительно быстрее. Способный развивать скорость до 30,5 узлов, «Хиэй» был переклассифицирован в быстрый линкор. В ноябре его направили в Третью дивизию линкоров Первого флота.
26 ноября 1941 года «Хиэй» покинул залив Хитокаппу (Курильские острова) в сопровождении «Кирисимы» и шести японских быстроходных авианосцев Ударного отряда 1-го авианосного соединения. 7 декабря 1941 года самолеты этих авианосцев атаковали Тихоокеанский флот США на их базе Перл-Харбор, потопив четыре линкора ВМС США и множество других судов. После нападения и объявления войны Соединенными Штатами «Хиэй» вернулся в Хасиродзиму и в начале января 1942 года перешёл на Трук для захвата Рабаула и Кавиенга. 1 марта «Хиэй» и «Кирисима» вели огонь по американскому эсминцу «Эдсолл». 27 мая «Хиэй» вышел в море в составе главных сил в операции «MI». После маневрирования к югу от Алеутских островов, не вступив в соприкосновение с противником и 24 июня вернулся в Японию.

### 1942: Битва за Гуадалканал и гибель

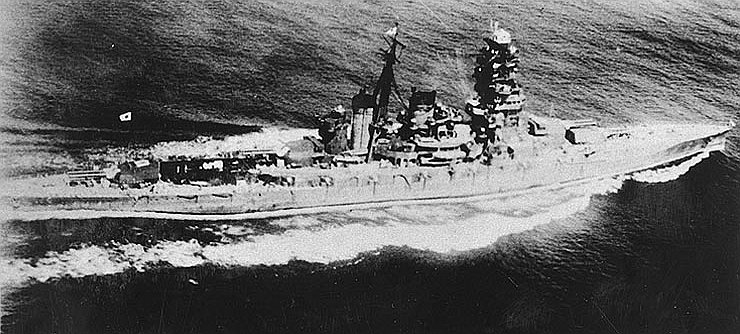
«Хиэй» в Японском заливе, 11 июля 1942 года

В 1942 году фокус Императорской армии и флота был сосредоточен в Тихоокеанском регионе, где Япония продолжала активные военные действия против США. Центральным сражением на Тихоокеанском театре военных действий на этот момент стала Битва за Гуадалканал.
10 ноября 1942 года «Хиэй» и его систершип «Кирисима» вместе с 1 легким крейсером и 14 эсминцами вышли для прикрытия крупного конвоя на Гуадалканал и также с очередным ночным обстрелом аэродрома Хендерсон-Филд. Ночью 13 ноября в тяжелых погодных условиях японское соединение наткнулось на американское соединение (2 тяжёлых крейсера, 3 лёгких и 8 эсминцев). Обе стороны были застигнуты врасплох и открыли огонь по друг другу с очень близкой дистанции. Впоследствии один из выживших участников сражения назвал это столкновение «дракой в баре, в котором выключили свет».

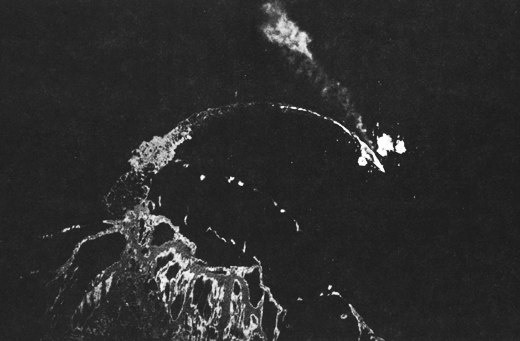
«Хиэй» подвергается высотной бомбардировке бомбардировщиков B-17 утром 13 ноября 1942 года. Виден след топлива, разлившегося с поврежденного корабля

В завязавшемся бою «Хиэй» использовал прожекторы для обнаружения и целеуказания, и стал целью большинства американских кораблей. По нему стреляли из всех орудий (пятидюймовки, чикагские пианино, кольт браунинги) эсминцы авангарда, в результате чего передняя мачта - пагода линкора была объята грандиозным пожаром, который вспоминали многие участники того боя. Также по "Хиэю" стреляли тяжелые крейсера «Портлэнд» и «Сан-Франциско». Тяжелый 203-мм снаряды выламывали куски брони корабля. Один из 203-мм снарядов портленда попал в румпельное отделение, в результате чего руль корабля заклинило и капитан Масао Нисида был вынужден снизить ход до 5 узлов. 
После окончания боя, команда корабля вела борьбу с водой, которая постоянно затапливала румпельное отделение, в надежде восстановить управление. В течение первой половины дня 13 ноября «Хиэй» подвергался многочисленным налётам американских самолётов. После попадания авиаторпеды, вызвавшей затопление кормовых отсеков, был отдан приказ покинуть корабль. Оставлен командой и затонул в проливе Слот после наступления темноты (потери 188 человек). 20 декабря 1942 года «Хиэй» исключён из списков флота.

## Обнаружение
Затонувший линейный крейсер был обнаружен в начале 2018 года японскими исследователями при изучении морского дна в районе затопления с помощью гидролокатора.
31 января 2019 года экспедиция, базировавшаяся на научно-исследовательском судне Petrel, сообщила об идентификации ранее обнаруженных обломков как останков линейного крейсера Хиэй. Изучение обломков было проведено с помощью дистанционно управляемых глубоководных аппаратов). Останки находятся на глубине 985 метров в Соломоновом море к северо-западу от острова Саво (9°0’0"N 158°59’59"E). От корабля осталась лишь часть корпуса длиной около 150 метров, лежащая на дне вверх килем. Носовая часть корабля длиной около 70 метров полностью утрачена и не обнаружена. Предположительно, она была оторвана вследствие детонации погребов боезапаса носовых башен орудий главного калибра.
На расстоянии около 7,5 километров от обломков «Хиэй» находятся останки однотипного с ним линейного крейсера «Кирисима», затонувшего на следующий день (15 ноября 1942 года) в этом же районе.